# Резолюция Совета Безопасности ООН 1199
Резолюция Совета Безопасности ООН 1199 — документ, принятый 23 сентября 1998 года на 3930-м заседании Совета Безопасности ООН в связи с политическим кризисом в Косово. Ссылаясь на Резолюцию 1160 от 31 марта 1998 года, Совет Безопасности Организации Объединённых Наций потребовал, чтобы албанские и югославские стороны конфликта в Косово прекратили боевые действия и обеспечивали прекращения огня в регионе.

## Предпосылки
Совет Безопасности был созван для обсуждения боевых действий в Косово и, в частности, чрезмерного применения силы сербскими силами безопасности и югославской армией, что привело к многочисленным жертвам среди гражданского населения и, по оценкам Генерального секретаря ООН Кофи Аннана, к перемещению более 230 000 человек из их родных мест. В основном приток беженцев был направлен в северную Албанию, Боснию и Герцеговину и другие европейские страны, и, по оценкам Верховного комиссара Организации Объединённых Наций по делам беженцев (УВКБ), 50 000 человек были лишены крова и основных удобств. В Управлении подтвердили право всех беженцев на возвращение и отметили, что «Косову грозила гуманитарная катастрофа из-за учащающихся случаев нарушения прав человека и международного гуманитарного права». В то же время были осуждены акты насилия, совершаемые любой из сторон конфликта, а также терроризм. Кроме того, ссылаясь на Резолюцию 1160 (1998), Совет вновь подтвердил, что статус Косово должен включать большую автономию и самоуправление.

## Содержание
Действуя на основании главы VII Устава, Организация Объединённых Наций потребовала, чтобы все стороны прекратили боевые действия и соблюдали прекращение огня. К правительству Югославии и руководству косовских албанцев был обращён настоятельный призыв принять незамедлительные меры по улучшению гуманитарной ситуации в регионе и начать переговоры по урегулированию кризиса. Затем Совет потребовал от Югославии:
(a) положить конец действиям сил безопасности, затрагивающим гражданское население;
(b) разрешить присутствие международных наблюдателей и гарантировать им свободу передвижения;
(c) содействовать возвращению беженцев совместно с УВКБ и Международным Комитетом Красного Креста и обеспечить доставки гуманитарной помощи в Косово;
(d) добиться быстрого прогресса в поисках политического урегулирования ситуации в Косово.
Организация Объединённых Наций особо отметила обязательство президента Сербии Слободана Милошевича использовать политические средства для урегулирования конфликта, избегать репрессивных действий в отношении гражданского населения, гарантировать свободу передвижения международным гуманитарным организациям и наблюдателям и обеспечить безопасное возвращение беженцев. Тем временем руководство косовских албанцев было вынуждено осудить террор в регионе.
Совет Безопасности приветствовал создание дипломатической миссии наблюдателей в Косово и настоятельно призвал государства и организации, представленные в Союзной Республике Югославии, осуществлять постоянный контроль за ситуацией в Косово. Югославии напомнили, что именно она несёт ответственность за безопасность дипломатического, международного и неправительственного гуманитарного персонала. К обеим сторонам конфликта был обращён призыв сотрудничать с Международным трибуналом по бывшей Югославии (МТБЮ) в связи с возможными нарушениями и необходимостью привлечения к ответственности лиц, ответственных за жестокое обращение с гражданскими лицами и за преднамеренное уничтожение их имущества.
Наконец, к Генеральному секретарю ООН была обращена просьба регулярно представлять Совету доклады о событиях в регионе. В ответ Кофи Аннан заявил, что, если нынешняя Резолюция не будет выполнена, будут приняты дальнейшие меры по восстановлению мира и безопасности в Косове.

## Голосование
Резолюция была принята голосами 14 членов Совета Безопасности ООН. Китай при голосовании воздержался, сославшись на то, что конфликт носит внутриполитический характер.
| За (14) | Воздержались (1) | Против (0) |
| --- | ---------------- | ---------- |
| - Великобритания - Россия - США - Франция - Бахрейн - Бразилия - Габон - Гамбия - Кения - Коста-Рика - Португалия - Словения - Швеция - Япония | - Китай          |            |
| * жирным выделены постоянные члены Совета Безопасности ООН                                                                                     |                  |            |